# Jan Mikołaj Korsak Zaleski
Jan Mikołaj Korsak Zaleski herbu własnego – sędzia ziemski oszmiański w latach 1612-1618, pisarz ziemski oszmianski w latach 1595-1612, pisarz skarbowy Wielkiego Księstwa Litewskiego w latach 1603-1618, sekretarz królewski w 1594 roku.
Poseł powiatu oszmiańskiego na sejm zwyczajny 1613 roku.